# Nazımiye (stad)
Nazımiye is de hoofdplaats van het Turkse district Nazımiye en telt 2915 inwoners (2000).
Nazımiye ligt aan de provinciale wegen 62-03 en 62-04.

## Geboren in Nazımiye
- Nilüfer Gündoğan (1977), Turks-Nederlands politica (D66, Volt)